# Klinghardtberge
Die Klinghardtberge sind ein namibisches Gebirge im Diamantensperrgebiet. Die Klinghardtberge liegen rund 90 km südöstlich von Lüderitz und erstrecken sich über eine Fläche von rund 350 km². Im Osten der Klinghardtberge befindet sich der Höchster.
Das Gebirge ist nach Georg Klinghardt benannt, der als Angestellter der Deutschen Kolonialgesellschaft und Prospektor die Gegend um 1909 kartographiert hatte.